# Walt Disney World Florist
Walt Disney World Florist est un service de fleurs, propriété de Disney, qui officie sur le complexe de Walt Disney World Resort. Il est associé au réseau FTD  dont la branche européenne s'appelle Europflor et dont Interflora est la filiale en France.
Il est situé au 1503 Live Oak Ln, Lake Buena Vista c’est-à-dire juste au nord du Disney's Port Orleans Resort dans ce qui s'appelle la Central Shop South.
Il permet de (se) faire livrer des fleurs dans le complexe mais aussi à l'international. Des compositions particulières Disney sont même disponibles comme celles des Disney Vacation Club.
Disney possède sur le site de Walt Disney World sa propre ferme d'arbres (juste au nord de Disney's Animal Kingdom) et des ensembles de serres pour faire pousser des plantes et même des fruits et légumes. L'attraction The Land dans Epcot en est une petite preuve.